# Бешикташ (район)
Бешикта́ш (тур. Beşiktaş, ([beˈʃiktaʃ]) — район и муниципалитет Стамбула, его коммерческий и культурный район. Расположен на европейском берегу пролива Босфор. На севере граничит с Сарыером и Шишли, на западе с Кягытхане и Шишли, на юге с Бейоглу и на востоке с Босфором. Расположен на европейском побережье пролива Босфор, отделяющего его от района Ускюдар на азиатском берегу. 41°02′39″ с. ш. 29°00′07″ в. д.
Ранее на этом месте существовало византийское поселение Диплокионион, а затем Архейон. Бешикташ был административным центром последних османских султанов.
А имеющаяся в районе улица Ихламурдере была проложена на месте русла реки, протекавшей здесь ранее, название улицы в переводе означает — «Река Ихламур».
Район включает в себя ряд важных мест вдоль европейского берега Босфора, от дворца Долмабахче на юге до района Бебек на севере. Он также является домом для многих внутренних (и относительно дорогих, принадлежащих к верхнему среднему классу) районов, таких как Левент и Этилер. Некоторые из других его известных районов включают Йылдыз, Куручешме, Ортакёй и Арнавуткой.
Исторический коммерческий центр Бешикташа — это кварталы Синапаша и Чарши (буквально «рынок»),  который примыкает к небольшому парку Аббасага. Бульвар Барбарос, идущий с севера на юг, является главной подъездной дорогой к внутригородской автомагистрали O-1 и Босфорскому мосту, заканчивающейся у важного узла общественного транспорта Зинджирликую. Проспект Бююкдере также проходит через район.
Несмотря на то, что это относительно небольшой район Стамбула, как по численности населения, так и по площади, Бешикташ является одним из самых важных районов города благодаря своим деловым и торговым районам, историческим местам, университетам, живописным видам на пролив Босфор и подъездным дорогам. для проходящих через него Босфорского моста и моста Султана Фатиха Мехмеда. Район также является ведущим финансовым центром Турции.
В рейтинге турецких районов за 2013 год Бешикташ занял первое место благодаря высокому качеству жизни, процветанию и культурному уровню. Бешикташ также является районом Турции с самым высоким рейтингом по индексу человеческого развития с ИРЧП 0,864, а также занимает первое место по индивидуальным индексам дохода и образования. Муниципалитет принимает участие в кампании Cities4Europe и получил статус «Европейского 12-звёздного города».

## Название
Район получил свое название от квартала Бешикташ, расположенного в современном районе Синанпаша. Наряду с Чарши этот исторический центр местные жители иногда называют Köyiçi (Кёйичи, примерный перевод «внутренняя деревня»).
Название можно перевести с турецкого как «колыбельный камень» (тур. beşik — колыбель, taş — камень). Согласно одной из версий, в византийскую эпоху на этом месте была церковь с названием Кунопетра — греч. Κουνόπετρα «каменная колыбель». Церковь была построена в честь реликвии — камня, который, как сообщалось, был взят из хлева в Вифлееме, где родился Иисус. Позже этот камень был перемещен в собор Святой Софии и исчез во время Четвертого крестового похода, возможно, для продажи на европейском рынке реликвий. В другой версии говорится, что клирик местной церкви святого Мины привёз из паломничества в Иерусалим камень в форме колыбели, использованный при крещении Иисуса.
По другой версии название связано с тем, что османский флотоводец Хайреддин Барбаросса поставил здесь пять камней для швартовки кораблей у берега (тур. Beştaş «пять камней»). В районе располагается гробница Барбароссы и монумент, воздвигнутый в его честь.

## История

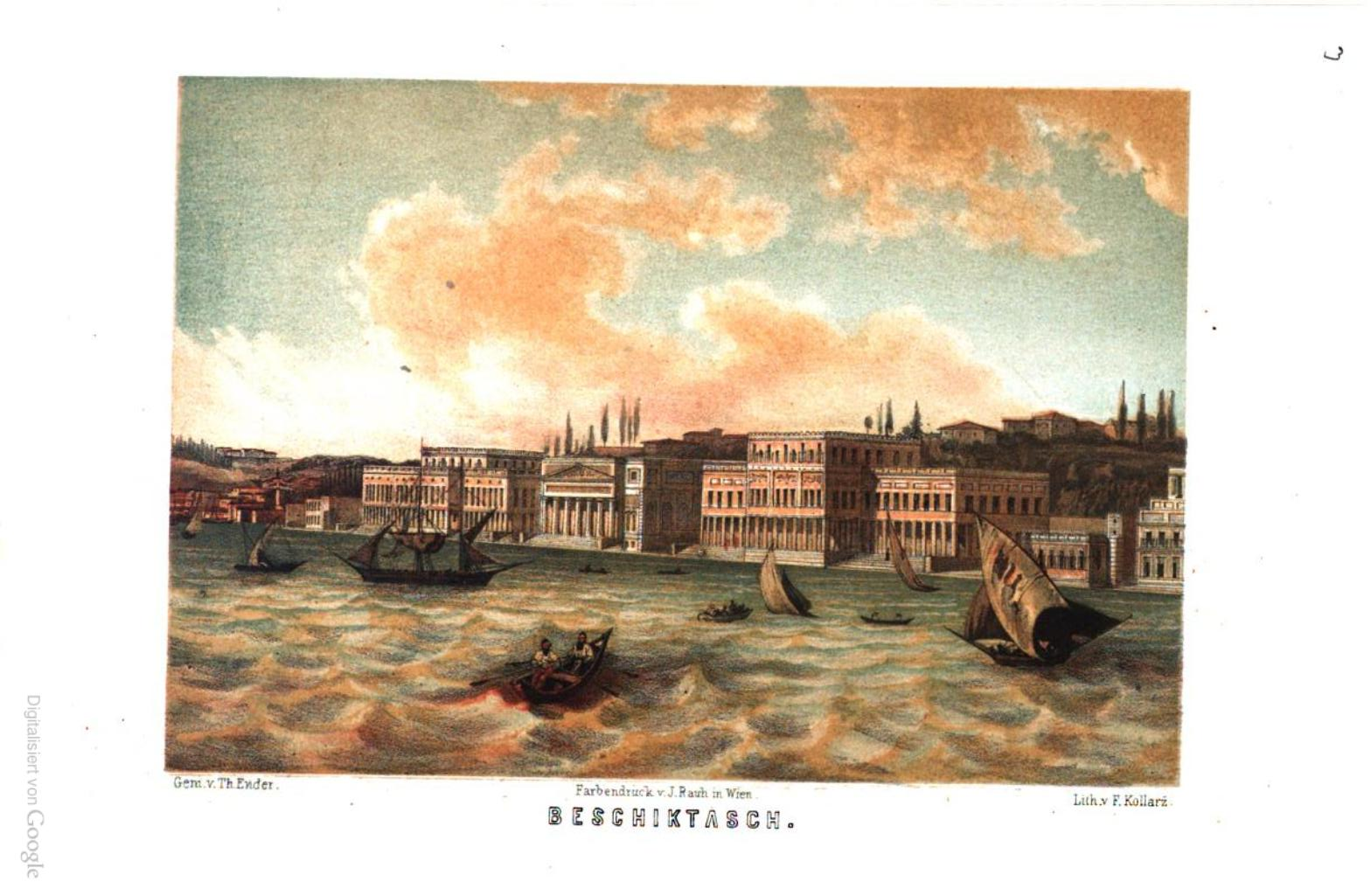
Бешикташ около 1850 года

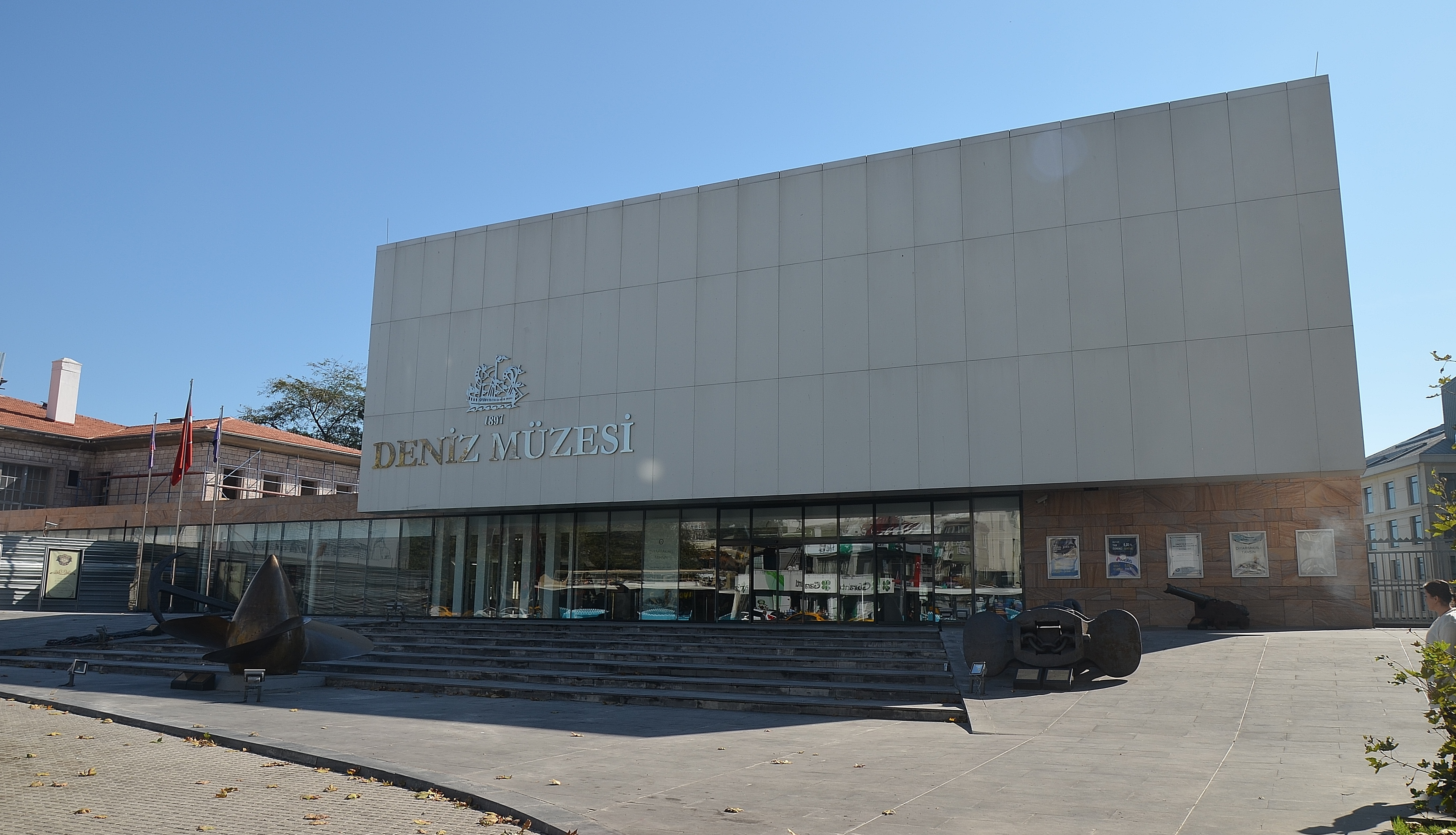
Новое здание Стамбульского военно-морского музея

Босфор давно заселён, и в Бешикташе много исторических достопримечательностей. Считается, что этот район был основан Константином Великим во время его правления (306—337 годы н. э.) Этот участок берега Босфора несколько защищён от сильных северо-восточных ветров, которые приносят штормы в Стамбул, и, таким образом, он является идеальным местом для стоянки судов.
В византийские времена этот район назывался «Диплокион», что на греческом означает «двойной столб», так как там находилась серия двойных столбов, которыми был отмечен причал в Константинополе. Эти колонны позже стали моделью для двойных колонн у кромки воды в Венеции.
В древние времена деревни на берегу Босфора были изолированными общинами в лесу, который тянулся вдоль берега. Однако Босфор занимал видное место в истории и мифологии древних греков, и такие деревни, как Бешикташ, должны были занять свое место в традиционных сказаниях, подобным «Ясону и Аргонавтам». В Византийскую эпоху были построены церкви и монастырь, а традиция иметь летний дворец на Босфоре была начата византийцами с их дворцового комплекса Айос Мамас. Однако поселения на Босфоре, находившиеся за пределами городских стен, были уязвимы для набегов с побережья Чёрного моря, и мало что из их архитектурных сооружений и украшавших их скульптур сохранилось.
В период Османской империи после того, как султаны установили контроль над побережьем Чёрного моря, османский флот был пришвартован в Босфоре, и босфорские деревни снова стали безопасными и привлекательными. В частности, один человек, моряк Барбаросса Хайреддин, построил свой дворец и мечеть в Бешикташе, сделав его своим домом. К новому времени Бешикташ стал традиционным местом переправы через Босфор для караванов, торгующих через Анатолию по Шёлковому пути, а также для османских армий.
Согласно османским оценкам 1882 года, в районе Бешикташ проживало 28 777 человек, в том числе 10 753 мусульманина, 9248 греков, 4897 армян, 3057 еврея, 601 католик, 203 болгарина и 18 итальянцев.
Это побережье нравилось османским правителям, которые строили здесь сначала свои охотничьи домики, а затем большие дворцы. Сегодня в Бешикташе находятся одни из самых интересных и красивых османских зданий. Этот район был ареной великих интриг позднего османского периода, таких как свержение с престола султана Абдул-Азиза во дворце Долмабахче в результате переворота в 1876 году, объявление о начале работы Первого османского парламента в 1908 году и свержение султана Абдул Хамида II во дворце Йылдыз в 1909 году.
После основания Турецкой Республики в 1923 году правящая семья Османской империи была депортирована, а дворцы и особняки на побережье опустели. Одни были переданы министерствам нового правительства, другие использовались под школы и другие общественные здания, третьи были снесены.
Сегодня жители этого района охотно признают, что самым важным жителем Бешикташа была Зюбейде-ханым, мать Мустафы Кемаля Ататюрка, которая жила в старом квартале в центре Бешикташа, буквально рядом с тогдашней штаб-квартирой футбольного клуба «Бешикташ».
Помимо более исторических микрорайонов, таких как Йылдыз, Ортакёй, Куручешме, Арнавуткёй, Бебек, в Бешикташе есть много жилых микрорайонов, которые начали строить примерно в 1950-х годах. Например, деловой район Левент (названный в честь ранее находившейся там фермы Левент) был заложен в 1950-х годах, когда началась застройка этого престижного пригородного массива.

## География
Рельеф района Бешикташ имеет двоякие характеристики. Первая — прибрежная часть, образованная Босфором, вторая — внутренние районы. Прибрежная часть представляет собой склоны, идущие параллельно проливу. Эти возвышенности местами разделены долинами, и на дне почти каждой долины находилось или находится русло ручья. С другой стороны, более далёкие от моря районы состоят из отновительно ровных равнин, которые являются продолжением плато Бейоглу на западе и небольших неглубоких долин на севере и востоке. Можно привести примеры перепада высот, если в начале бульвара Барбаросы она составляет 1,5 м, то в Зинджирликую достигает 135 м.
Климат Бешикташа естественным образом повторяет климат Стамбула. Однако уровень влажности выше в прибрежной части. Климат Стамбула промежуточный по отношению к  средиземноморскому климату и континентальному климату. Такая промежуточная природа климата Стамбула проявляется также и в Бешикташе. Лето здесь жаркое и без осадков, а зима мягкая и дождливая.

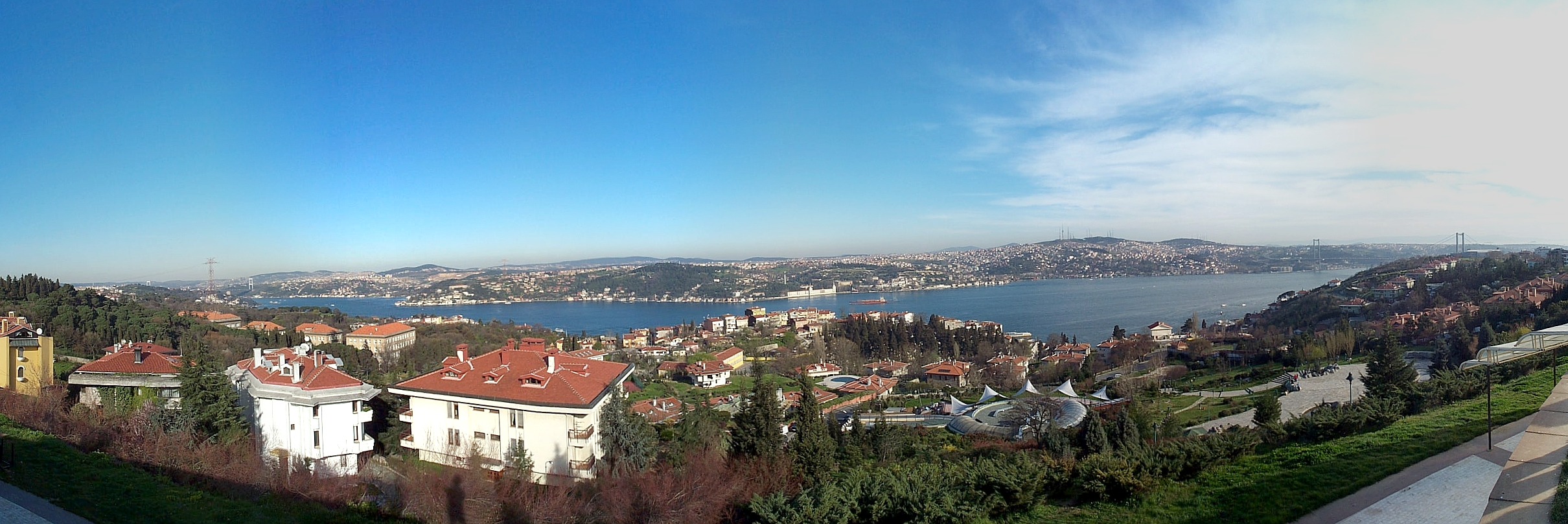
Вид на Босфор из микрорайона Улус, Бешикташ.

## Административное деление

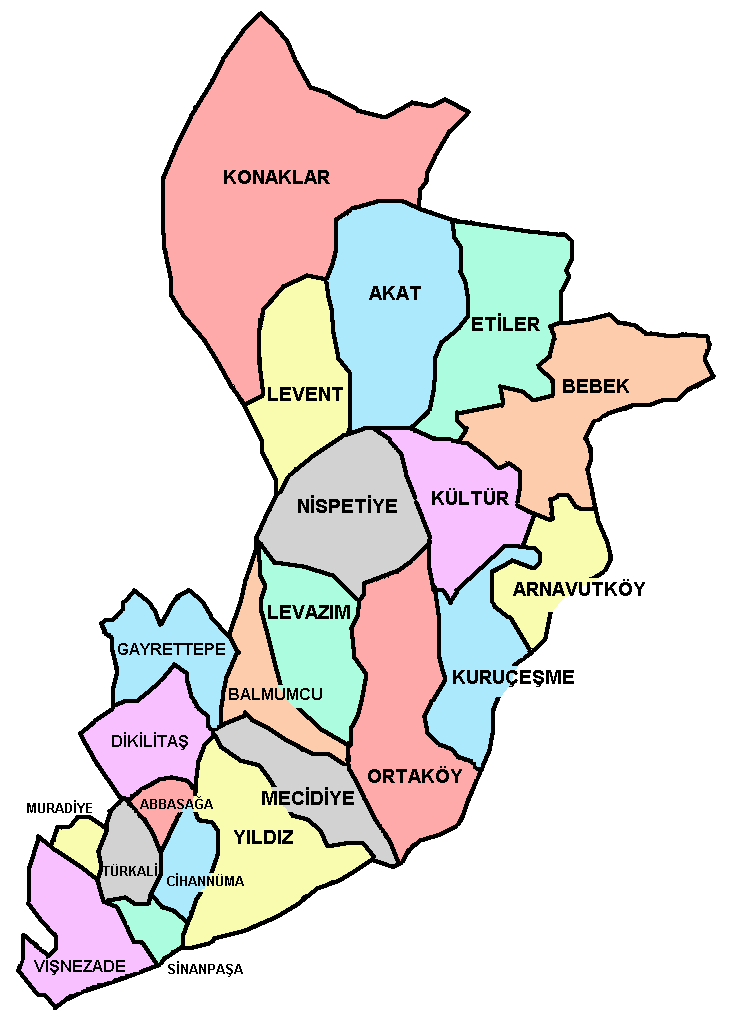
Микрорайон Улус не показан на этой устаревшей карте. Он расположен в верхней части Ортакёя и был его частью до 1988 года.

Бешикташ расположен на европейской стороне Стамбула. Он стал независимым районом в 1930 году после отделения от Бейоглу, а муниципальное правительство было основано в 1984 году. Район делится на 23 микрорайона.

### Микрорайоны
- Аббасага[тур.]
- Акатлар[тур.]
- Арнавуткёй[англ.]
- Балмумджу[тур.]
- Бебек
- Джиханнума[тур.]
- Дикилиташ[тур.]
- Этилер[англ.]
- Гайреттепе[тур.]
- Конаклар[тур.]
- Куручешме[англ.]
- Кюлтюр[тур.]
- Левазим[тур.]
- Левент
- Меджидие[тур.]
- Мурадие[тур.]
- Нисбетие[тур.]
- Ортакёй
- Синанпаша[тур.]
- Туркали[тур.]
- Улус[тур.]
- Вишнезаде[англ.]
- Йылдыз

## Политика

### Муниципальные выборы
| Год  | Глава Муниципалитета | Партия | % голосов |
| ---- | -------------------- | ------ | --------- |
| 1984 | Mümtaz Kola          | ANAP   | %59,22    |
| 1989 | Ayfer Atay           | SHP    | %47,79    |
| 1994 | Ayfer Atay           | SHP    | %29,26    |
| 1999 | Yusuf Namoğlu        | ANAP   | %28,95    |
| 2004 | İsmail Ünal          | CHP    | %44,61    |
| 2009 | İsmail Ünal          | CHP    | %60,66    |
| 2014 | Murat Hazinedar      | CHP    | %76,29    |
| 2019 | Riza Akpolat         | CHP    | %73.06    |

### Парламентские выборы
| Год  | Партия                                | % голосов |
| ---- | ------------------------------------- | --------- |
| 1973 | Республиканская народная партия (CHP) | %55       |
| 1977 | Республиканская народная партия (CHP) | %65       |
| 1983 | Партия Отечества (ANAP)               | %51       |
| 1987 | Партия Отечества (ANAP)               | %46       |
| 1991 | Партия Отечества (ANAP)               | %35       |
| 1995 | Партия Отечества (ANAP)               | %30       |
| 1999 | Демократическая левая партия (DSP)    | %43       |

| Год         | Партия                                | % голосов |
| ----------- | ------------------------------------- | --------- |
| 2002        | Республиканская народная партия (CHP) | %47       |
| 2007        | Республиканская народная партия (CHP) | %53       |
| 2011        | Республиканская народная партия (CHP) | %64       |
| Июнь 2015   | Республиканская народная партия (CHP) | %58       |
| Ноябрь 2015 | Республиканская народная партия (CHP) | %62       |
| 2018        | Республиканская народная партия (CHP) | %53       |

## Экономика

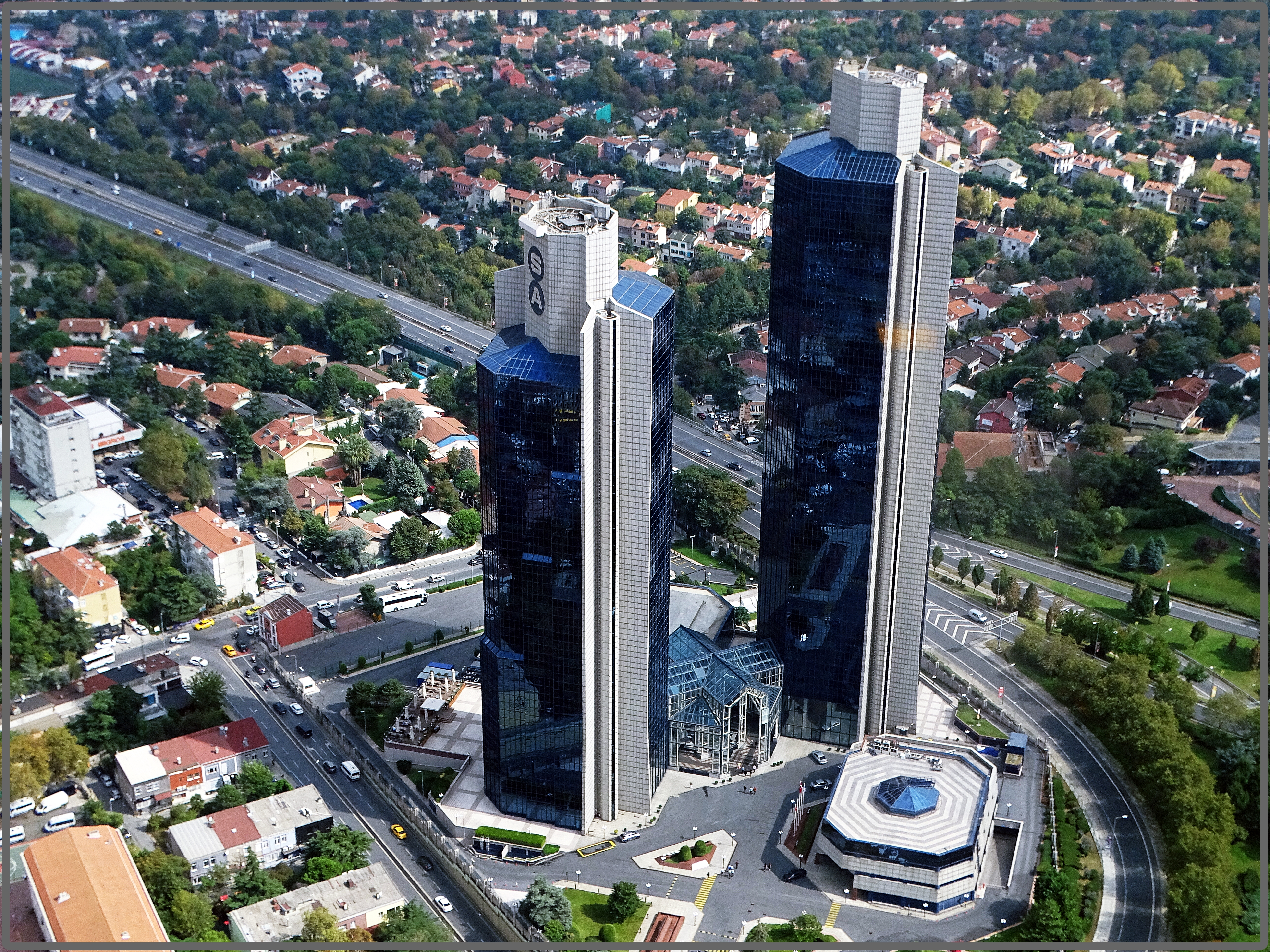
Центр Сабанджи

Переселение двора Османского султана в Долмабахче, а вместе с ним и большого числа слуг, придворных, обосновавшимися в домах и особняках поблизости в Бешикташе, привело к бурному развитию торговли в этом районе, появлению таких торговых хон как Чарши. Район стал развивающимся экономическим центром. Но с провозглашением Турецкой Республики и переносом столицы в Анкару экономическое развитие Бешикташа остановилось.
В 1950-х годах, когда зародились кварталы Левент и Этилер, а также был построен бульвар Барбаросы. Район снова начал развиваться, и в итоге уровень транспорта в микрорайонах Бешикташа существенно вырос, а со строительством в 1973 году Босфорского моста в Бешикташе выросла множество бизнес-центров и торговых центров. Бешикташ становится деловым и туристическим центром с множеством небоскребов и отелей, таких как уже построенные Центр Сабанджи и İşbank Towers.
Бешикташ является домом для головных офисов İşbank, Garanti BBVA, Akbank, Yapı Kredi и Fibabanka и посольств Азербайджана, Болгарии, Дании, Египета, Израиля, Северного Кипра, Южной Африки, Испании и Объединенных Арабских Эмиратов. Консульство Саудовской Аравии, ранее находившееся в Бешикташе, в сентябре 2019 года было перемещено в другое здание в микрорайоне Истинье в районе Сарыер после убийства журналиста Джамала Хашогги в его помещении  в 2018 году